# Kelchsau
Kelchsau is een dorp in de gemeente Hopfgarten im Brixental in de Oostenrijkse deelstaat Tirol, en maakt deel uit van het district Kitzbühel.